# Фортлаге, Карл

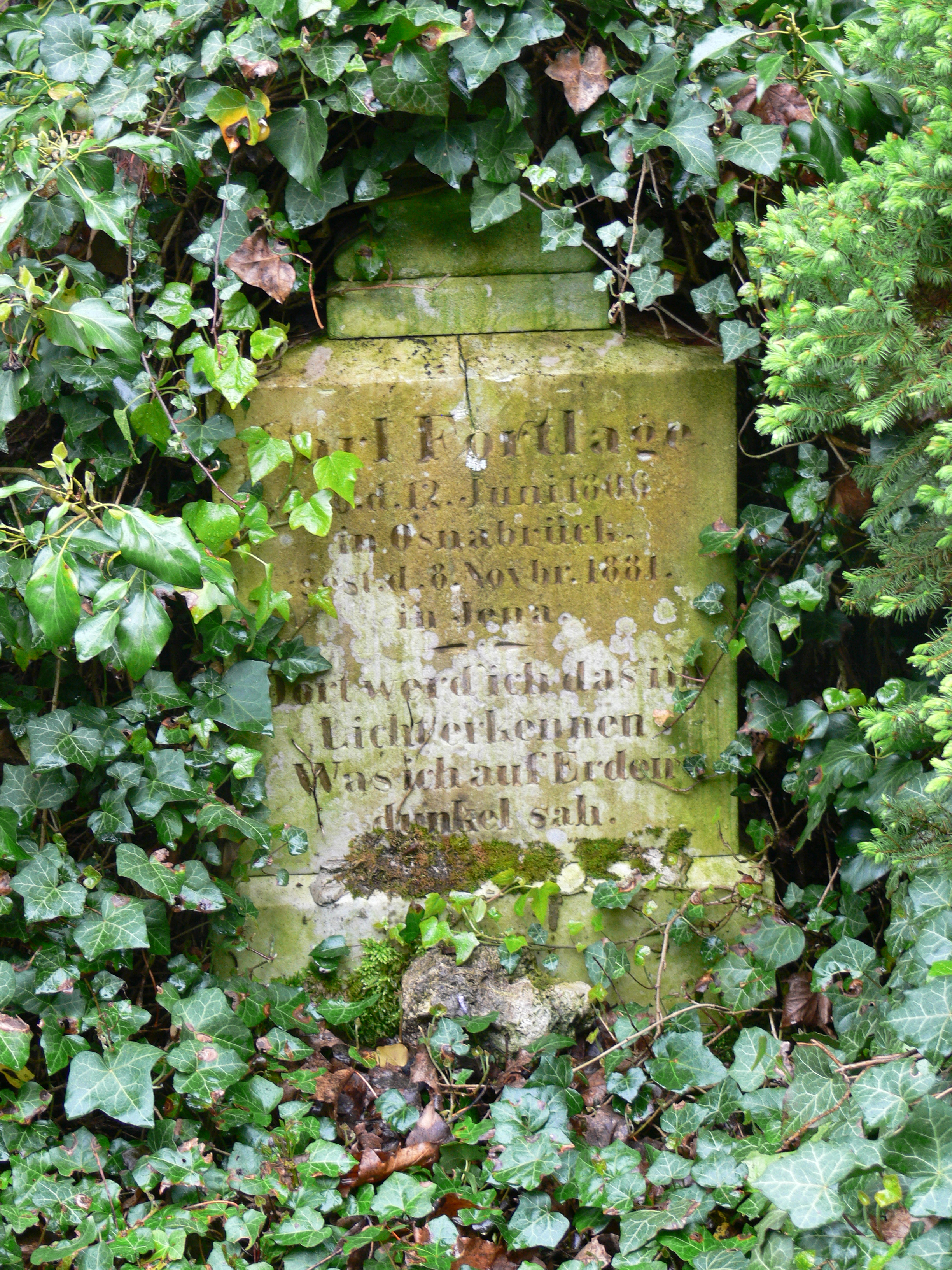
Могила Карла Фортлаге в Йене

Карл Фортлаге (нем. Karl Fortlage; 12 июня 1806, Оснабрюк, Нижняя Саксония — 8 ноября 1881, Йена) — немецкий философ и психолог, педагог, почетный профессор Йенского университета (1860).

## Биография
С 1829 года — приват-доцент в университете Гейдельберга, с 1845 года читал лекции в Берлине, с 1846 года — профессор философии в Йене.
В молодости увлекался Гегелем, но затем поменял точку зрения. Мировоззрение К. Фортлаге сложилось главным образом под влиянием Фихте (в метафизике и философии религии) и Бенеке (в психологии). Сочетание таких разнородных, органически чуждых друг другу мировоззрений могло привести только к эклектизму. И действительно, К. Фортлаге не даёт достаточно стройного, продуманного миросозерцания. Его туманный, расплывчатый психологизм сурово осужден А. Ланге, оценку которого тщетно пытался смягчить Фалькенберг. Гартманн ставит в заслугу К. Фортлаге, что он был одним из первых психологов, давших большое значение бессознательному. Бессознательное влечение составляет, по Фортлаге, метафизическую основу пространства, времени, ощущений, чувствований и физических сил. Вне сознания лежит бессознательный чувственный материал в виде «содержания представлений». Сознание отличается не только степенью от хаотического материала «содержания представлений»: скорее это новое качество, присоединяющееся к содержанию представлений. Однородные представления сливаются между собой в сфере «содержания представления», неоднородные же сочетаются, но лишь при участии сознания. Наряду с пёстрым материалом для сознательной деятельности духа в его бессознательных глубинах кроются и категориальные функции в виде предрасположений к абстракции. Внутри сферы сознания есть ещё относительно-бессознательное, то, что не лежит в фокусе сознания. Предсознательные процессы не порождают сознания, которое есть нечто первичное, но образуют его подпочву и находятся с ним в постоянном взаимодействии. Важнейшим из сознательных процессов является внимание: внимание характеризуется Фортлаге, как «вопрошающая деятельность», проявляемая нами, когда мы обдумываем, ожидаем или наблюдаем. Сознание колеблется в этом процессе между «да» и «нет». При наступлении момента решимости влечение реализуется в деятельности. Признавая в этой «Fragethätigkeit» основной умственный процесс, Фортлаге рассматривает процессы познания как дизъюнктивное суждение, в котором проявляется каждое наше влечение. «Да» и «нет», утверждение и отрицание суть априорные схемы: схемы — потому что это пустые формы, заполняемые содержанием сознания, априори данные — потому что они предваряют всякое содержание сознания и лежат в его основе. А так как в основе судящей деятельности сознания лежит влечение, то «да» и «нет» могут быть названы категориями воли. С этими априорными схемами связаны закон тождества (категория — «да») и закон противоречия (категория — «нет»); остальные категории мысли — исходные из двух основных. Казалось бы, что при таком взгляде Фортлаге должен был считать способности отождествления и различения за характерные признаки сознательной деятельности. Однако, он категорически заявляет, что способность различения ещё не есть признак наличия сознания; «если всякое существо, обладающее способностью к различению, обладает и сознанием, то в таком случае и магнит обладает сознанием». В самом деле, ведь магнит «отличает» северный полюс от южного, железо от дерева, растения отличают свет от темноты и т. п. — а между тем мы не приписываем им сознания. Фортлаге мог бы с таким же правом сказать: не обладающий сознанием музыкальный ящик, играя, вспоминает ту пьесу, которую он играет; барометр предчувствует ту погоду, которую он показывает, и т. п. На этом примере ясно видно, до какой степени у Фортлаге, несмотря на идеалистические стремления, перемешаны представления о физическом и психическом.
Эту черту он разделяет с Бенеке. В состав влечения входят интеллектуальный и аффективный элементы: интеллектуальным элементом является представление об объекте стремления (Trieb = Lust + Strebebild).
В обширном труде «System der Psychologie» (1855) Фортлаге можно найти отдельные остроумные замечания, но нельзя видеть чего-либо связного и цельного. Его учение о бессознательном отличается половинчатостью, когда он пытается слить воедино свою психологию и философию религии. В основе мира и человечества лежит, по его мнению, перводух (Urgeist), но этот перводух не есть бессознательное абсолютное «Я» Фихте, а скорее нечто сознательное, объединяющее множественность эмпирических «Я». Единство всех эмпирических сознаний в одном Божестве проявляется в любви: в этом чувстве обнаруживается внутреннее взаимодействие духов, их слияние в высшем единстве. Таким образом, психология Фортлаге, усматривающая сущность вещей в бессознательном, сталкивается с философией религии, кладущей в основу бытия духоподобное всеединство. «Быть может, — говорит Гартманн, — Фортлаге боялся углубляться в детальное исследование этого понятия, смутно опасаясь, как бы вследствие этого не пошатнулось его убеждение (связанное с его теизмом) в существовании вечного абсолютного сознания как единой первоосновы мира».

## Избранные труды
- «Die Lücken des Hegelschen Systems» (1832);
- «Darstellung und Kritik der Beweise für das Dasein Gottes» (1840);
- «Genetische Geschichte der Philosophie seit Kant» (1852);
- «System der Psychologie» (1855);
- «Vier psychologische Vorträge» (1867);
- «Friedrich Rückert und seine Werke» (1867);
- «Sechs philosophische Vorträge» (1869);
- «Acht psychologische Vorträge» (1874);
- Beiträge zur Psychologie als Wissenschaft aus Spekulation und Erfahrung (1875);
- «Beiträge zur Psychologie».